# 台鐵35B1300型石碴車
台鐵35B1300型石碴車，是臺灣鐵路管理局所使用的一種專用鐵路貨車，為一種車體附有轉向架的四車軸中型貨車。為散裝貨物「道碴」的專用運輸工具。

## 開發歷史
本型石碴車為台灣鐵路管理局委託中國鋼鐵旗下公司中鋼機械進行生產、中鋼機械外包台灣車輛製造的一型貨車，於2006年開始量產。相較於前一型號的石碴車35B1100型，其專用轉向架改為使用TR401型，讓本型車在高速運行時的穩定度更加優異。而另外一個與35B1100型的差異則是車體側邊的兩個石碴倒出口，位於其中央部分供從業人員踩踏的腳踏版外型也有所變更。

## 數據
- 型式：35B1300（35是貨物載重），1300為型號
- 車號：35B1301到35B1330
- 輛數：30輛
- 皮重：19.8公噸
- 載重：35公噸
- 換算噸數：空車20噸、重車55噸
- 車長：10,870mm
- 車寬：2,680mm
- 車高：2,819mm
- 容積：23.99m³
- 最高車速：每小時85公里

## 使用情況
目前本型車由台鐵進行運用，使用於石碴專用側線的頻率較高，常見於林內鄉台鐵的林內石碴側線。

## 其他
與35B1100型為車體外型極為相似的兄弟車，車體尺寸相近，主要差在轉向架與中央踏板的外型。

## 註解
1. ↑  35B1300型 （页面存档备份，存于） 福田孝行の貨車ホームページ，福田url （页面存档备份，存于），archive.today
2. ↑  林內石渣側線調度記錄 （页面存档备份，存于）犀牛王的鐵道小窩，archive.today

## 外部連結
- 貨車の玉手箱（福田孝行の貨車ホームページ）